# 단밀면
단밀면(丹密面)은 대한민국 경상북도 의성군의 면이다. 넓이는 54.16km2이고, 인구는 2012년 기준으로 2,154명이다.

## 연혁
- 삼한시대 : 진한(辰韓)에 속하여 난미이미동국(難彌離彌凍國)의 도읍지였다.
- 신라시대 : 현(懸)으로 전락하여 무동미지현(武冬彌知懸) 또는 무동미지현(武冬米知懸)이 됨.
- 신라 경덕왕 16년(757년) 12월 : 지방제도를 고칠 때 상주 문소군의 속현으로 단밀면이 됨.
- 고려 현종 9년(1018년) : 상주목 문소군의 속현으로 단밀면이 됨.
- 고려 말 또는 조선 초기 : 단밀현으로 변경.
- 1907년 : 비안군에 편입.
- 1914년 3월 1일 : 단밀현에 속해 있는 단서면(丹西面) 단남면(丹南面)과 단동면(丹東面) 일부를 병합 의성군 단밀면으로 개칭 9개 법정동을 두었음(용곡, 위중, 주선, 속암, 서제, 팔등, 생송, 낙정).
- 1987년 1월 1일 : 용산동을 선산군으로 이관.
- 1988년 5월 1일 : 동의 명칭을 리로 변경.

## 행정 구역
- 낙정리
- 생송리
- 속암리
- 용곡리
- 서제리
- 위중리
- 주선리
- 팔등리